# 永井一史
永井 一史（ながい かずふみ、1961年10月7日 - ）は、日本のアートディレクター、クリエイティブディレクター。父はグラフィックデザイナーの永井一正。
株式会社HAKUHODO DESIGN代表取締役社長。多摩美術大学教授。東京ADC会員、日本グラフィックデザイナー協会（JAGDA）七代目会長。東京ブランディング戦略会議委員。多摩美術大学クリエイティブリーダーシッププログラム エグゼクティブ・スーパーバイザー。

## 略歴
東京都港区生まれ。1985年 多摩美術大学美術学部デザイン学科卒業。同年、株式会社博報堂入社。アートディレクター、シニアクリエイティブディレクターを歴任。
2003年 博報堂の子会社である株式会社HAKUHODO DESIGNを設立、代表取締役社長に就任。
2007年 デザインによる社会的課題の解決に取り組む「+designプロジェクト」を主宰。
2008年〜2011年 雑誌『広告』編集長。
2014年 多摩美術大学美術学部に新設された統合デザイン学科教授に就任。
2015年 舛添要一都知事より、ロゴ・キャッチコピー、ポスター、ブランドブック、映像などの制作に着手する東京ブランドのデザイン全般を監修するクリエイティブディレクターに指名。
2015年〜2017年　日本デザイン振興会「グッドデザイン賞」審査委員長。
2018年 デザイン経営について検討する特許庁・経済産業省「産業競争力とデザインを考える研究会」委員。

## 専門性
デザインによるブランディングを専門とし、多数の企業・商品のブランドコミュニケーションやシンボルマーク開発などを手掛ける。近年ではプロジェクトデザイン、ソーシャルデザイン、コミュニケーションデザインなどの領域においても積極的な活動を展開している。

### 作品例
- サントリー 伊右衛門
- 資生堂 企業広告（一瞬も一生も美しく）
- 日本郵政 民営化キャンペーン
- REGAL
- TAP PROJECT[11]
- 東京都「ヘルプマーク」のグラフィックデザイン（プロダクトデザインは柴田文江）[12]
- できますゼッケン[13]
- MIRAI DESIGN LAB. [14]

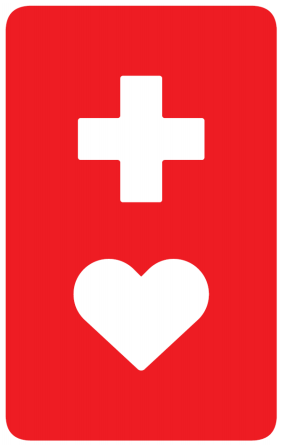
東京都ヘルプマーク

### 監修
- 2020年東京オリンピックに向けた東京都作成のロゴ「& TOKYO」（アンド・トーキョー）

## 賞歴
- 2004年 クリエイター・オブ・ザ・イヤー
- 2005年 東京ADC賞グランプリ
- 2007年 毎日デザイン賞

ほか、国内外受賞歴多数

## 出版

### 著書
- 『博報堂デザインのブランディング』　誠文堂新光社　2015年

### 共著
- 『経営はデザインそのものである』　ダイヤモンド社　2014年
- 『ソーシャルデザインの広め方　DENTSU DESIGN TALK』　カドカワ・ミニッツブック　2014年
- 『永井一正ポスター美術館 』六耀社　2013年
- 『幸せに向かうデザイン ー 共感とつながりで変えていく社会』　日経BP社　2012年
- 『エネルギー問題に効くデザイン: ワークショップから生まれた、日本を元気にするアイデア 』　誠文堂新光社　2012年
- 『震災のためにデザインは何が可能か』　NTT出版　2009年